# Heinz Droßel
Heinz Droßel, auch Heinz Drossel (* 21. September 1916 in Berlin; † 28. April 2008 in Waldkirch) war im Zweiten Weltkrieg Oberleutnant der deutschen Wehrmacht. Er wurde nach dem Krieg Richter und wurde als Gerechter unter den Völkern ausgezeichnet.

## Leben
Im November 1939, einen Tag nach der juristischen Staatsprüfung, wurde Heinz Droßel zum Dienst in der Wehrmacht eingezogen. Sein Auswanderungsversuch ein Jahr zuvor war gescheitert. Er nahm 1940 am Westfeldzug und von 1941 bis 1945 am Deutsch-Sowjetischen Krieg teil. Im Sommer 1941 nahm seine Einheit einen sowjetischen Offizier gefangen. Statt ihn zur weiter hinten liegenden Kompanie zu bringen, wo er nach dem völkerrechtswidrigen Kommissarbefehl hingerichtet worden wäre, ließ Droßel ihn in der Nähe der sowjetischen Truppen heimlich laufen.
Auf Heimaturlaub im Jahr 1942 half Droßel in Berlin einer jüdischen Frau, die, zunächst von seiner Uniform in Angst versetzt, flüchten und von einer Brücke springen wollte. Er beruhigte die Frau, ließ sie bei sich zu Hause ausruhen und gab ihr auch Geld, um ihr die Suche nach einem Versteck zu erleichtern. Kurz nach Kriegsende traf er sie zufällig wieder und sie heirateten.
Ein Heimaturlaub im Februar 1945 brachte ihn zu seinen Eltern nach Senzig. Eine jüdische Familie, das Ehepaar Hass mit ihrer Tochter und ihrem Freund, hatte dort unter dem Decknamen „Hesse“ seit Jahren Unterschlupf gefunden. Als ein Nachbar im Begriff war, die Familie zu verraten, bat diese die Familie Droßel um Hilfe. Heinz Droßel fuhr mit den beiden Männern in seine Berliner Wohnung, welche durch eine deutsche Flüchtlingsfamilie bewohnt war und brachte die „guten“ Freunde dort unter. Kurze Zeit später fand die Familie Hass ein neues Versteck, aber der Freund der Tochter wohnte noch bis Ende des Krieges im Zimmer von Droßel.
Am 4. Mai 1945, vier Tage vor Kriegsende, weigerte sich Heinz Droßel, seine Einheit auf ein Selbstmordkommando zu schicken. Er wurde deshalb zum Tode verurteilt. Die bedingungslose Kapitulation der Wehrmacht rettete ihm das Leben.
In der Nachkriegszeit beendete Heinz Droßel seine juristische Ausbildung. Er wurde Richter und spezialisierte sich auf Sozialrecht. Ab 1962 war er am Sozialgericht Stuttgart tätig, ab 1972 Direktor des Sozialgerichts Konstanz, wechselte 1975 nach Freiburg und beschloss seine Laufbahn als Präsident des Sozialgerichts Freiburg. Bis zu seinem Tod lebte er in Simonswald. Am 27. April 2008 wurde er ins Krankenhaus eingeliefert, in dem er in der Nacht einer schweren Lungenentzündung erlag.

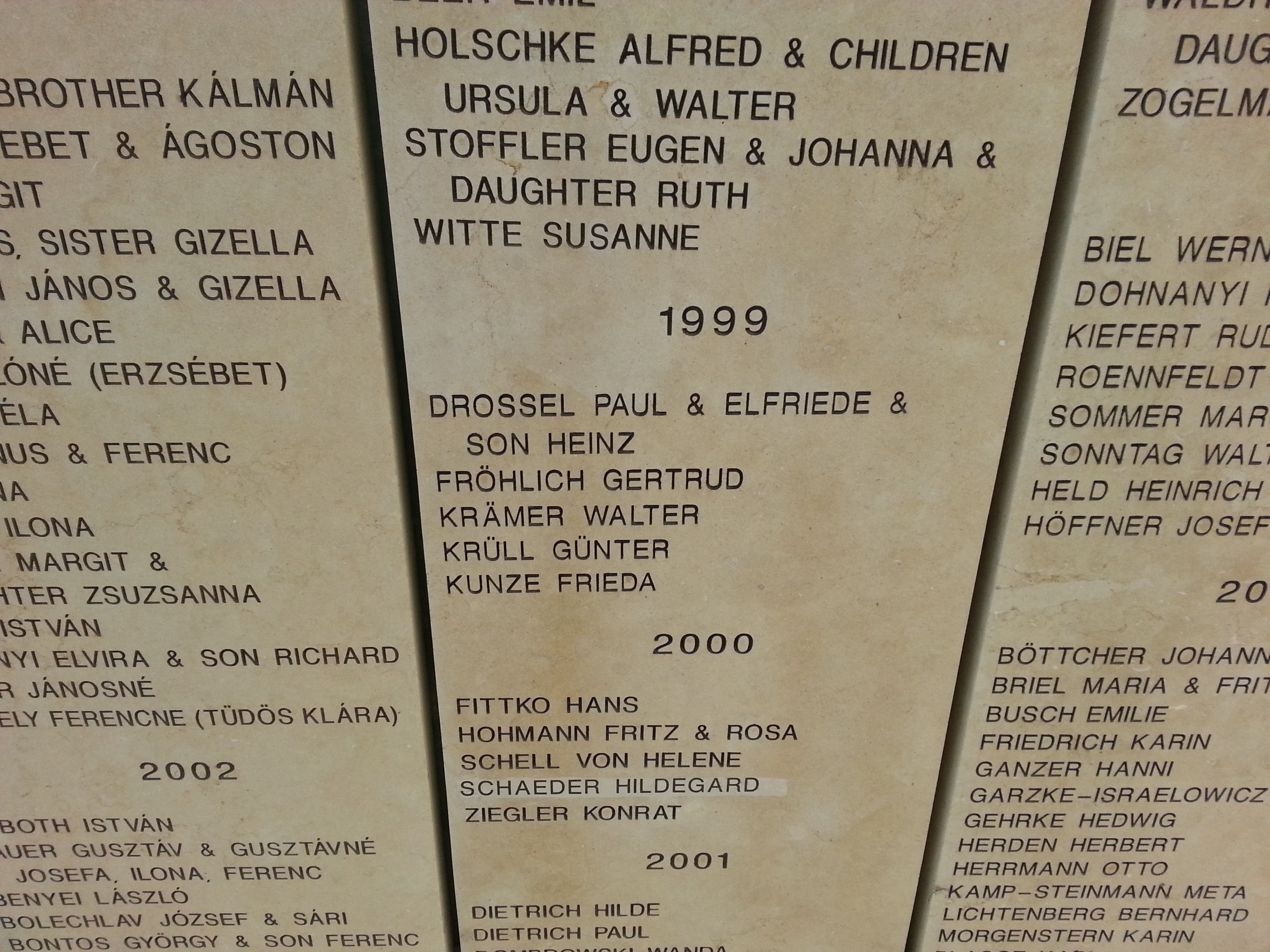
Gerechte unter den Völkern – Inschrift in der Gedenkstätte in Yad Vaschem

## Ehrungen
- Gerechter unter den Völkern[3]
- Bundesverdienstkreuz am Bande (7. September 2001)[4]
- Wallenberg Medaille der Universität Michigan (2004)[5]
- Heinz-Droßel-Bildungszentrum in Seelbach (Schutter) (2006, ab 2008 Zivildienstschule)

## Werke
- Die Zeit der Füchse. Waldkircher Verlagsgesellschaft, 2001, ISBN 3-87885-338-6.